# Contas econômicas ambientais
As Contas Econômicas Ambientais (CEA) são um sistema de medição e análise que permite entender melhor as interações entre o meio ambiente e a economia, apoiando o planejamento e a tomada de decisão para políticas públicas e empresariais. Partem do conceito de contabilizar os recursos naturais envolvidos na produção de bens e serviços, estabelecendo uma relação entre os recursos naturais utilizados e a riqueza gerada pelos diferentes setores econômicos. 
Além disso, as CEA fornecem uma visão clara sobre os estoques de recursos naturais disponíveis e registram os fluxos de materiais e energia do ambiente para a economia (recursos naturais), dentro da economia (produtos de um setor usados como insumo em outro) e entre a economia e o meio ambiente (rejeitos). Desde os mais tangíveis, como água potável e florestas, por exemplo, até os imateriais, como o valor cultural que os ambientes naturais possuem para determinadas comunidades, estes recursos passam a ser contabilizados na geração da riqueza de determinada região.
As CEA contabilizam os recursos naturais tanto em termos físicos (estoques e fluxos) quanto monetários (relações de geração de riqueza com uso). Adota-se, para isso, uma metodologia aprovada pela Divisão Estatística das Nações Unidas, chamada Sistema de Contabilidade Econômica e Ambiental (do inglês SEEA, System of Environmental-Economic Accounting).
A tendência de contabilizar o capital natural é internacional e tem sido adotada, de forma crescente, por países tão diversos como África do Sul, Austrália, Botswana, Brasil, Colômbia, Costa Rica, Filipinas, Guatemala, Holanda, Reino Unido, Ruanda ou Suécia. Em 2017, 67 países haviam adotado programas SEEA e estima-se que este número chegue a 100 em 2020.

## As CEA e o Sistema de Contas Nacionais (SCN)
As CEA surgem como forma de corrigir distorções no cálculo da riqueza do país, uma vez que consideram a utilização dos recursos naturais nesse cálculo. Essa correção se dá no âmbito do Sistema de Contas Nacionais (SCN), que engloba conjuntos de dados produzidos pelos países para medir o seu desempenho econômico. Com base no SCN, por exemplo, são calculados o Produto Interno Bruto (PIB), a balança comercial e o consumo das famílias. Mas tais indicadores, ao ignorarem o uso dos recursos naturais não transacionados no mercado e o valor dos ativos ambientais, provocam distorções. Segundo o prof. Eduardo Giannetti, se uma comunidade possui acesso a água potável, isso não é registrado no SCN. Mas se todas as fontes existentes forem poluídas e esta mesma comunidade tiver de purificar, engarrafar, distribuir e transportar a água, por gerar transação entre agentes econômicos, isso ocasionará aumento do PIB local. Embora tenha perdido suas fontes seguras de água e agora precise trabalhar mais para garantir o acesso a este recurso, aos olhos da economia a comunidade tornou-se mais próspera.
Neste sistema de quantificação, os impactos ambientais decorrentes das variações no estoque de recursos naturais, constituem externalidades positivas e negativas que ficam “mascaradas” pelos fluxos econômicos. Por isso, um número crescente de países está aderindo à ideia de ir além do PIB tradicional, considerando variáveis ambientais e sociais no planejamento de suas políticas públicas.
Nesse sentido, as CEA, ao incorporarem os fluxos físicos de uso dos recursos naturais no sistema econômico, traduzindo a dependência deste último pelos recursos renováveis e não renováveis, oferecem subsídios para a formulação de políticas voltadas ao desenvolvimento sustentável. Ao serem incorporadas no SCN, elas ampliam a percepção de economia, retornando à acepção original do termo (do grego, Oikonomia), no sentido da administração da nossa casa comum, ou seja, a Terra.
As CEA ainda têm o potencial de gerar uma base de dados mais consistente para a formulação, a implementação e a avaliação das políticas públicas. Revelando um universo até então não identificado pela economia, os indicadores produzidos pelas CEA oferecem uma gama de combinações de variáveis capazes de tornar as análises dos tomadores de decisão mais completas e, portanto, gerar políticas públicas e empresariais mais condizentes com o objetivo de sustentabilidade ambiental e econômica. 
Combinadas com outras estatísticas, tais informações podem incluir aspectos sociais (com as estatísticas demográficas e do trabalho), permitindo abordar as questões sociais, econômicas e ambientais do país sob uma perspectiva sistêmica. 

## Para que servem as CEA?
- As CEA visam incorporar os custos e ganhos ambientais nas estatísticas econômicas, complementando as contas nacionais. Elas possibilitam uma visão mais clara da dependência dos recursos naturais para geração de valor adicionado (isto é, renda), que por sua vez está associado a custos ambientais relacionados ao desenvolvimento econômico.
- Revelam as interações da atividade econômica com o meio ambiente e permitem avaliar as tendências ao longo do tempo, bem como as opções de gestão, apoiando a construção e a implementação de políticas públicas e de decisões empresariais voltadas ao desenvolvimento sustentável.
- Permitem gerenciar os impactos causados pelos negócios, pelas políticas públicas e pelas pessoas sobre o meio ambiente, garantindo perenidade aos benefícios proporcionados pela natureza.
- Favorecem a resiliência de setores econômicos relevantes para o país, como a agropecuária, a pesca e o manejo florestal, por exemplo, já que fornecem informações necessárias à conservação de importantes ativos, como os estoques pesqueiros e de água, a fertilidade dos solos e a polinização.
- Podem ajudar os países ricos em biodiversidade, como é o caso do Brasil, a pensar estratégias para gerenciar melhor diferentes atividades econômicas, harmonizando, por exemplo, o ecoturismo, o agronegócio e os meios de subsistência de populações tradicionais.
- Podem favorecer um desenvolvimento mais inclusivo, identificando quem se beneficia e quem suporta os custos relativos às mudanças nos ecossistemas.
- Podem ajudar na definição de agendas para a gestão de recursos em caso de conflitos regionais pelo uso da terra ou no cumprimento de acordos internacionais, como a Convenção da Diversidade Biológica (CDB), os Objetivos de Desenvolvimento Sustentável (ODS) e o Acordo Global do Clima.
- Podem fornecer indicadores que permitam o desenvolvimento e a mensuração de estratégias para o alcance dos ODS.

## As CEA no Brasil
O início do desenvolvimento das Contas Econômicas Ambientais no Brasil data da década de 1990. Os primeiros esforços tiveram como arcabouço teórico o Sistema Integrado de Contas Econômicas e Ambientais (SICEA), da Divisão Estatística das Nações Unidas (UNSD, em inglês), e a Matriz de Contas Nacionais, incluindo Contas Ambientais (NAMEA, em inglês).
Participaram dessas contribuições pesquisadores e técnicos de diversos órgãos da administração pública brasileira e do meio acadêmico. Esses estudos foram precursores da institucionalização das CEA no Brasil em 2012, a partir do lançamento de metodologia sistematizada pela UNSD (Marco Central do SEEA).
As primeiras CEA do Brasil foram as contas econômicas ambientais de água e sua trajetória pode ser dividida em três etapas, cada uma com objetivos específicos distintos. A primeira, de proposição do projeto e arranjo institucional para o seu desenvolvimento; a segunda, com foco na capacitação e no intercâmbio técnico interinstitucional; e a terceira, de elaboração dos primeiros resultados, que foram publicados em 2018.

### Instituições envolvidas
Em 2018 houve a criação de uma área específica no IBGE para cuidar das CEA, lotada na Coordenação de Contas Nacionais. Para o desenvolvimento das CEA, o IBGE estabelece parcerias com outras instituições brasileiras que possuem dados e conhecimento sobre assuntos específicos, como a Agência Nacional de Águas (ANA), o Serviço Florestal Brasileiro (SFB) e a Empresa de Pesquisa Energética (EPE), por exemplo. 
O IBGE também conta com apoio de universidades, organismos internacionais e iniciativas globais e nacionais. O Projeto TEEB Regional-Local, da cooperação Brasil-Alemanha em parceria com o Ministério do Meio Ambiente, no tema da economia dos ecossistemas e da biodiversidade, é um exemplo, assim como iniciativas da ONU e da Universidade Federal do Rio de Janeiro (UFRJ), que auxiliam nos estudos para as CEA experimentais de ecossistemas.

### Importância
Como país megadiverso e também detentor de uma rica sociodiversidade (com mais de 300 etnias indígenas e diversas comunidades tradicionais, que possuem vasto conhecimento sobre nossos ativos naturais), é urgente que o Brasil inventarie e valore tais riquezas. Trata-se de um capital natural de grande importância, não apenas para a sociedade brasileira, como também em âmbito global. Afinal, o país está entre os grandes fornecedores de alimentos e matérias-primas para o mundo. 
O potencial para o crescimento de vários setores da economia com base na aplicação de tecnologias e conhecimento para usos diversos da biodiversidade – bioeconomia – é imenso no Brasil. Setores como saúde, cosméticos, alimentos, fármacos, indústria química e produção de energia estão se posicionando como geradores de emprego e renda e se somam aos mencionados acima na criação de riquezas para o país.
A cada dia novos estudos também comprovam a importância de biomas como a Amazônia para o equilíbrio ecológico mundial. Além disso, fica cada vez mais claro o risco que o desmatamento representa para o regime de chuvas, inclusive nas demais regiões do país, afetando, com isso, a disponibilidade de água para as atividades econômicas e para consumo humano.
O Brasil já dispõe de diversas políticas e opções de governança socioambiental. As CEA surgem como estratégias para o aprimoramento e o monitoramento desses instrumentos, bem como para apoiar a formulação de novas políticas, considerando-se um planejamento de mais longo prazo. O Brasil também dispõe de compromissos assumidos globalmente para potencializar um futuro sustentável (CDB, ODS, Acordo Global do Clima). 
A necessidade de incluir a contabilidade do capital natural na sistematização de informações da atividade econômica de um país deriva dos referenciais definidos nos últimos anos para o alcance do desenvolvimento sustentável, considerando-se o equilíbrio entre as dimensões econômica, social e ambiental dos países. Pode-se dizer que a instituição do Produto Interno Verde (PIV) e a crescente adesão do Brasil aos ODS, especialmente no que se refere às instituições da sociedade civil, às empresas e aos governos locais, tornam mais necessária a institucionalização das CEA.  
O Brasil, além da contabilidade econômica ambiental da água, também está avançando na elaboração das contas econômicas ambientais de floresta e energia. O país também participa de um seleto grupo de cinco países que contribuem com estudos piloto para o desenvolvimento das contas experimentais de ecossistemas. Pode-se dizer, portanto, que a elaboração de CEA representa uma tendência para consolidar uma visão de desenvolvimento harmonizado com o respeito ao meio ambiente e à sociedade.

## Ligações Externas
Contas Econômicas Ambientais da Água no Brasil
Experiências em contas econômicas ambientais
Contas econômicas ambientais da água: Brasil - CEAA | 2013-2015
Produto Interno Verde
Projeto TEEB Regional-Local
Iniciativa Waves
SEEA